# Ronde van Spanje 2020/Tweede etappe
De tweede etappe van de Ronde van Spanje 2020 werd verreden op 21 oktober tussen Pamplona en Lekunberri. 
| Pamplona – Lekunberri (151,0 km) |                    |                        |          |
| Plaats                           | Naam               | Ploeg                  | Tijd     |
| 1                                | Marc Soler         | Movistar Team          | 3u47'04" |
| 2                                | Primož Roglič      | Team Jumbo-Visma       | + 19"    |
| 3                                | Daniel Martin      | Israel Start-Up Nation | z.t.     |
| 4                                | Richard Carapaz    | Team INEOS Grenadiers  | z.t.     |
| 5                                | Alejandro Valverde | Movistar Team          | z.t.     |
| 6                                | Enric Mas          | Movistar Team          | z.t.     |
| 7                                | Esteban Chaves     | Mitchelton-Scott       | z.t.     |
| 8                                | Hugh Carthy        | EF Education First     | z.t.     |
| 9                                | Sepp Kuss          | Team Jumbo-Visma       | z.t.     |
| 10                               | George Bennett     | Team Jumbo-Visma       | z.t.     |
|                                  |                    |                        |          |
| 25                               | Wout Poels         | Bahrain McLaren        | + 1'15"  |
| 26                               | Kobe Goossens      | Lotto Soudal           | + 4'14"  |

| Algemeen klassement |                     |                        |          |
| Plaats              | Naam                | Ploeg                  | Tijd     |
| Rode trui           | Primož Roglič       | Team Jumbo-Visma       | 8u09'41" |
| 2                   | Daniel Martin       | Israel Start-Up Nation | + 9"     |
| 3                   | Richard Carapaz     | Team INEOS Grenadiers  | + 11"    |
| 4                   | Esteban Chaves      | Mitchelton-Scott       | + 17"    |
| 5                   | Enric Mas           | Movistar Team          | z.t.     |
| 6                   | Hugh Carthy         | EF Education First     | + 20"    |
| 7                   | Sepp Kuss           | Team Jumbo-Visma       | + 26"    |
| 8                   | George Bennett      | Team Jumbo-Visma       | + 56"    |
| 9                   | Felix Großschartner | BORA-hansgrohe         | + 59"    |
| 10                  | Marc Soler          | Movistar Team          | + 1'04"  |
|                     |                     |                        |          |
| 21                  | Wout Poels          | Bahrain McLaren        | + 3'03"  |
| 30                  | Kobe Goossens       | Lotto Soudal           | + 10'00" |

## Opgaves
- Axel Domont (AG2R La Mondiale): Liep tijdens de etappe bij een val een gebroken sleutelbeen op
- Brandon Rivera (Team INEOS Grenadiers): Afgestapt tijdens de etappe

1e etappe ·
2e etappe ·
3e etappe ·
4e etappe ·
5e etappe ·
6e etappe ·
7e etappe ·
8e etappe ·
9e etappe ·
10e etappe ·
11e etappe ·
12e etappe ·
13e etappe ·
14e etappe ·
15e etappe ·
16e etappe ·
17e etappe ·
18e etappe
Startlijst · Eindstanden · Afbeeldingen